# أسبيري بارك (نيو جيرسي)
اسبيري بارك (بالإنجليزية: Asbury Park, New Jersey)‏ هي مدينة تقع في الولايات المتحدة في مقاطعة مونموث (نيو جيرسي). يقدر عدد سكانها بـ 16,116 نسمة ومساحتها 4.17 كيلومتر مربع كم2 وترتفع عن سطح البحر 5 متر، وتصل الكثافة السكانية فيها 4,370.5 نسمة/كم.
لقد حصل الشاطئ الخاص بها علي المركز السادس من ضمن أفضل 10 شواطئ في نيو جيرسي.

## منظمات غير ربحية
- كولا (مقهى ومزرعة حضرية)
- جيران الأديان
- مركزاسبيري بارك
- مهمة الإنقاذ جيرسي شور
- مركز شؤون المجتمع والموارد
- مركز الرحمة
- الأخوة الكبار الأخوات الكبرى

## أعلام
| - باد أبوت - نيكول آتكينز - ويلدا بينيت - سكوت شارليز بيغلو - إرنست كارتر - ستيفن كرين - داني ديفيتو - تيم هوزر | - ليون هيس - آرثر بريور - توماس إس. سميث - بروس سبرينغستين - ليني ويلش - ويندي ويليامز - آرثر أغسطس زيمرمان |

## وصلات خارجية
- الموقع الرسمي